# Махмуд Ал-Марди
Махмуд Найеф Ахмад Ал-Марди (на арабски: مَحمُود نَايِف أَحمَد الْمَرضِيّ‎) е йордански футболист, играещ като защитник за йорданския Ал-Хусейн и националния отбор на Йордания. Вицешампион от Купата на Азия 2023, като отбелязва първите два гола срещу Малайзия при победата с 4:0.

## Успехи
Ал-Мухарак
- Купа на АФК
  -  Носител (1): 2021
- ФА Купа на Бахрейн
  -  Носител (1): 2021

 Ал-Файсали (Аман)
- Про Лига на Йордания
  -  Шампион (1): 2018/19
- ФА Купа на Йордания
  -  Носител (1): 2018/19

 Йордания
- Купата на Азия 2023
  -  Сребърен медал (1): 2024